# Campeonato Potiguar de Futebol de 2011
O Campeonato Potiguar de Futebol de 2011 foi a 92ª edição do campeonato estadual de futebol do Rio Grande do Norte. A fórmula desta edição foi a mesma da edição anterior.

## Regulamento[1]
O Campeonato Potiguar de Futebol de 2011 será disputado por 10 equipes. O torneio está dividido em dois turnos, denominados Taça Cidade do Natal e Copa Rio Grande do Norte. O campeão e o vice disputarão a Copa do Brasil de 2012.

### Primeira Fase
A Taça Cidade do Natal corresponde a primeira fase do campeonato, composta por nove rodadas. A decisão do turno será disputada em duas partidas, pelo sistema de ida e volta, pelas associações classificadas nos dois primeiros lugares ao final das nove rodadas, com mando de campo da segunda partida e vantagem de dois resultados iguais (mesmo saldo de gols nos dois confrontos) para a associação classificada em primeiro lugar. A equipe campeã garante vaga na final do campeonato.

### Segunda Fase
A Copa Rio Grande do Norte corresponde ao returno. A decisão segue os mesmos critérios da Taça Cidade do Natal. Caso a diferença de pontos ganhos entre as equipes classificadas em primeiro e segundo lugares, ao final das nove rodadas, seja superior a 3 pontos, a associação classificada em primeiro lugar será declarada campeã do turno (válido para ambos os turnos), eliminando a necessidade da decisão. A equipe campeã garante vaga na final do campeonato.

### Final
A decisão do campeonato será entre os vencedores de cada turno. Caso uma mesma equipe ganhe os dois turnos será declarada campeã do Campeonato Potiguar de 2011. O título será disputado em dois jogos, com mando de campo da segunda partida e vantagem de dois resultados iguais (mesmo saldo de gols nos dois confrontos) para a equipe de melhor campanha na classificação geral.

### Rebaixamento
O último colocado, na classificação geral, poderá ser diretamente rebaixado. Contudo, caso a diferença de pontos ganhos entre as associações classificadas nos dois últimos lugares, ao final das dezoito rodadas, seja inferior a 4 pontos, a definição da equipe a ser rebaixada será disputada em duas partidas, por essas duas associações, com mando de campo da segunda partida e vantagem de dois resultados iguais (mesmo saldo de gols nos dois confrontos) para a associação classificada em nono lugar.

#### Critérios de desempate
Em caso de igualdade no número de pontos na competição, os critérios de desempate são nesta ordem:

 I   - Número de vitórias; 

II  - saldo de gols; 

III - gols marcados; 

IV  - menor número de gols sofridos;

V   - sorteio.

## Participantes
| Equipe     | Cidade         | Em 2010         | Estádio      | Capacidade | Títulos             |
| ABC        | Natal          | Campeão         | Frasqueirão  | 18 000     | 51 (último em 2010) |
| Alecrim    | Natal          | 8º              | Machadão     | 26 000     | 7 (último em 1986)  |
| América    | Natal          | 3º              | Machadão     | 26 000     | 31 (último em 2003) |
| ASSU       | Assu           | 9º              | Edgarzão     | 3 000      | 1 (em 2009)         |
| Baraúnas   | Mossoró        | 7º              | Nogueirão    | 9 000      | 1 (em 2006)         |
| Centenário | Pau dos Ferros | 6º              | 9 de Janeiro | 2 000      | 0 (não possui)      |
| Corintians | Caicó          | 2º              | Marizão      | 3 000      | 1 (em 2001)         |
| Palmeira*  | Goianinha      | 2° (2ª Divisão) | Nazarenão    | 2 000      | 0 (não possui)      |
| Potiguar   | Mossoró        | 5º              | Nogueirão    | 9 000      | 1 (em 2004)         |
| Santa Cruz | Santa Cruz     | 4º              | Iberezão     | 5 013      | 0 (não possui)      |

O ABC Futebol Clube foi campeão da segunda divisão jogando com a equipe B, como a referida equipe já disputa a elite a vaga ficou para o vice-campeão, o Palmeira*.

## Primeira fase (Taça Cidade do Natal)

### Classificação
|                                 |     | Equipes    | PG | J | V | E | D | GP | GC | SG  |
| ------------------------------- | --- | ---------- | -- | - | - | - | - | -- | -- | --- |
|                                 | 1°  | Santa Cruz | 25 | 9 | 8 | 1 | 0 | 16 | 5  | 11  |
|                                 | 2°  | ABC        | 24 | 9 | 8 | 0 | 1 | 26 | 5  | 21  |
|                                 | 3°  | América    | 18 | 9 | 6 | 0 | 3 | 13 | 5  | 8   |
| Promovido da 2ª Divisão de 2010 | 4°  | Palmeira   | 13 | 9 | 4 | 1 | 4 | 10 | 10 | 0   |
|                                 | 5°  | Alecrim    | 11 | 9 | 3 | 2 | 4 | 7  | 12 | -5  |
|                                 | 6°  | Baraúnas   | 10 | 9 | 3 | 1 | 5 | 5  | 7  | -2  |
|                                 | 7°  | ASSU       | 9  | 9 | 3 | 0 | 6 | 6  | 17 | -11 |
|                                 | 8°  | Potiguar   | 9  | 9 | 2 | 3 | 4 | 5  | 12 | -7  |
|                                 | 9°  | Corintians | 7  | 9 | 1 | 4 | 4 | 5  | 8  | -3  |
|                                 | 10° | Centenário | 2  | 9 | 0 | 2 | 7 | 3  | 15 | -12 |

|  |                               |
|  | Zona de classificação à Final |

### Final do 1º Turno

#### Jogo de Ida
| 16 de março | ABC                      | 2 – 1 | Santa Cruz   | Estádio Frasqueirão, Natal |
| 20:30       | Leandrão 64' · Ray 90+3' |       | Marciano 19' |                            |

#### Jogo de Volta
| 20 de março | Santa Cruz                                      | 4 – 0 | ABC | Estádio Iberezão, Santa Cruz |
| 17:00       | Didi Potiguar 25' · Quirino 49', 64', 70' (pen) |       |     |                              |

| Taça Cidade do Natal de 2011 |
| ---------------------------- |
| Rio Grande do Norte          |
| Santa Cruz Campeão 1º Título |

## Segunda Fase (Copa Rio Grande do Norte)

### Classificação
|                                 |     | Equipes    | PG | J | V | E | D | GP | GC | SG  |
| ------------------------------- | --- | ---------- | -- | - | - | - | - | -- | -- | --- |
|                                 | 1.  | ABC        | 25 | 9 | 8 | 1 | 0 | 16 | 3  | 13  |
|                                 | 2.  | América    | 19 | 9 | 6 | 1 | 2 | 22 | 4  | 18  |
|                                 | 3.  | Baraúnas   | 14 | 9 | 4 | 2 | 3 | 16 | 11 | 5   |
| Promovido da 2ª Divisão de 2010 | 4.  | Palmeira   | 14 | 9 | 4 | 2 | 3 | 14 | 11 | 3   |
|                                 | 5.  | Santa Cruz | 12 | 9 | 3 | 3 | 3 | 14 | 11 | 3   |
|                                 | 6.  | Corintians | 11 | 9 | 3 | 2 | 4 | 11 | 16 | -5  |
|                                 | 7.  | Centenário | 10 | 9 | 3 | 1 | 5 | 5  | 17 | -12 |
|                                 | 8.  | Potiguar   | 9  | 9 | 3 | 0 | 6 | 9  | 15 | -6  |
|                                 | 9.  | ASSU       | 8  | 9 | 2 | 2 | 5 | 13 | 21 | -8  |
|                                 | 10. | Alecrim    | 5  | 9 | 1 | 2 | 6 | 4  | 15 | -11 |

|  |                   |
|  | Campeão do turno. |

| Copa Rio Grande do Norte 2011 |
| ----------------------------- |
|                               |
| ABC Campeão (?º título)       |

## Final do Campeonato

### Jogo de Ida
| 01 de maio | Santa Cruz       | 1 – 0  | ABC | Estádio Iberezão, Santa Cruz                                                                               |
| 17:00      | Felipe Alves 87' | Súmula |     | Público: 1 522 Árbitro: SC Célio Amorim Aux. 1: SC Eduardo Lincoln Neves Aux. 2: SC José da Silva Sobrinho |

### Jogo de Volta
| 08 de maio | ABC                                      | 3 – 1 | Santa Cruz       | Estádio Frasqueirão, Natal                                                                                                 |
| 17:00      | Leandrão 14' · Cascata 39' · Jackson 70' |       | Felipe Alves 59' | Público: 12 446 Árbitro: RS Leandro Pedro Vuaden Aux. 1:RN Luiz Carlos Câmara Bezerra Aux. 2:RN Lorival Cândido das Flores |

| Campeonato Potiguar de 2011 |
| --------------------------- |
|                             |
| ABC Campeão (52º título)    |

## Classificação Geral
|                                 |     | Equipes    | PG | J  | V  | E | D  | GP | GC | SG  |
| ------------------------------- | --- | ---------- | -- | -- | -- | - | -- | -- | -- | --- |
|                                 | 1°  | ABC        | 49 | 18 | 16 | 1 | 1  | 42 | 8  | 34  |
|                                 | 2°  | Santa Cruz | 37 | 18 | 11 | 4 | 3  | 30 | 16 | 14  |
|                                 | 3°  | América    | 37 | 18 | 12 | 1 | 5  | 35 | 9  | 26  |
| Promovido da 2ª Divisão de 2010 | 4°  | Palmeira   | 27 | 18 | 8  | 3 | 7  | 24 | 21 | 3   |
|                                 | 5°  | Baraúnas   | 24 | 18 | 7  | 3 | 8  | 21 | 18 | 3   |
|                                 | 6°  | Potiguar   | 18 | 18 | 5  | 3 | 10 | 14 | 27 | -13 |
|                                 | 7°  | Corintians | 18 | 18 | 4  | 6 | 8  | 16 | 24 | -8  |
|                                 | 8°  | ASSU       | 17 | 18 | 5  | 2 | 11 | 19 | 38 | -19 |
|                                 | 9°  | Alecrim    | 16 | 18 | 4  | 4 | 10 | 11 | 27 | -16 |
|                                 | 10° | Centenário | 12 | 18 | 3  | 3 | 12 | 8  | 32 | -24 |

|  |                                                                      |
|  | Classificado para o Brasileirão 2011 - Série D e Copa do Brasil 2012 |
|  | Classificado para a Copa do Brasil 2012                              |
|  | Rebaixado.                                                           |